# آلبرتو موریانی
آلبرتو موریانی (ایتالیایی: Alberto Moriani؛ ۱۶ اکتبر ۱۹۲۵) تدوین‌گر اهل ایتالیا است.
از فیلم‌هایی که وی در آن نقش داشته‌است، می‌توان به شیطانت را در جهنم من بگذار، یک هفته کنار دریا، پیرنو دوباره می‌تازد، پیرینو در مقابل همه، خامه، شکلات و… پاپریکا، یک بار دیگر پیش از رفتنمان، سکس عمیق، عملیات سیب‌زمینی، دختر دبیرستانی در کلاس رفوزه‌ها، ضعف اخلاقی خانوادگی، خانم معلم به دبیرستان پسرانه می‌رود، خانم صاحبخانه، خانم دکتر زیر لحاف، چگونه معلم‌تان را از راه بدر کنید، دختر دبیرستانی، شیطان و آب مقدس و اسم رمز: غازهای وحشی اشاره کرد.